# Heo Hwang-ok
Heo Hwang-ok a fost o prințesă care a călătorit din vechiul regat a Ayodhya (in zilele noastre India) catre Coreea. Informații despre ea vin aproape în întregime din câteva pasaje scurte în Samguk Yusa, a 11-a cronica coreeana. Potrivit acestei cronici, ea a ajuns pe o barcă și s-a casatorit cu regele Kim Suro anul 48 CE. Ea a fost prima regina din Geumgwan Gaya și este considerata un stramos de mai multi descendenti coreeni. 

## Legenda
Potrivit Samguk Yusa, părinții lui Heo au avut un vis cu Regele Suro. Visul a arătat că regele nu a găsit încă o regină. Atunci tatal ei i-a spus sa mearga la el. Ea a sosit pe un vas cu aur, argint, și o plantatie de ceai. Înainte de a se marita cu regele, ea si-a luat pantalonii de mătase și s-a rugat la spiritul muntilor.

## Ramasite
Un mormânt considerat a fi a lui Heo se află în apropiere, care s-a crezut a fi a sotului ei, in Gimhae, Coreea de Sud. O pagodă în mod tradițional a fost adusa in Coreea pe nava ei care este situata în apropiere de mormântul ei. Samguk Yusa raporteaza ca pagoda a fost ridicata pe nava ei în scopul de a calma zeul oceanului si sa-i permita navei sa treaca. Forma neobișnuită și aspră a acestei pagode, spre deosebire de oricare alta pagoda din Coreea, poate imprumuta unele crezari la socoteala.
Samguk Yusa raporteaza de asemenea înregistrări in care a fost construit un templu în onoarea lui Heo și a soțului ei, de Regele Jilji în 452. Templul a fost numit Wanghusa, sau „templul Reginei”. Deoarece nu există nici un alt document doveditor al budismului care au fost adoptate în sec. al 5-lea in Gaya, savanți moderni au interpretat acest lucru ca pe un altar ancestral, mai degrabă decât un templu budist.

## Descendenti
Membrii ambilor descendenti Heo (inclusiv clanurile Gimhae, Gongam, Yangcheon, Taein, si Hayang) și descendentii Gimhae Kim se consideră descendenți ai lui Heo Hwang-ok și Regele Suro. Doi dintre cei zece fii ai cuplului au ales numele mamei.Clanurile Heo le-au indicat originea lor si fata de Heo ca fondatorul descendentilor lor. Gimhae Kims au urmat originea lor la alti 8 fii.
In 2008, doi cercetatori au analizat mostrele coreene de ADN luate de pe site-ul celor două morminte regale, care le-au permis să stabilească existența unei legături genetice între grupul etnic coreean și anumite grupuri etnice din India, Malaezia și Thailanda. Cercetarea continua.
Arheologii au descoperit o piatră cu doi pești care se sarutau reciproc, un simbol al regatului Gaya, care este unic pentru familia regală în Mishra Ayodhya, India. Această legătură regal prevede dovezi suplimentare că a existat un angajament activ comercial între India și Coreea de la sosirea reginei in Coreea.